# Hainfeld
Hainfeld là một thị xã thuộc huyện Lilienfeld trong bang Niederösterreich.